# Dendronephthya amoebisclera
Dendronephthya amoebisclera is een zachte koraalsoort uit de familie Nephtheidae. De koraalsoort komt uit het geslacht Dendronephthya. Dendronephthya amoebisclera werd in 1931 voor het eerst wetenschappelijk beschreven door Thomson & Dean. 